# N. Lee Wood

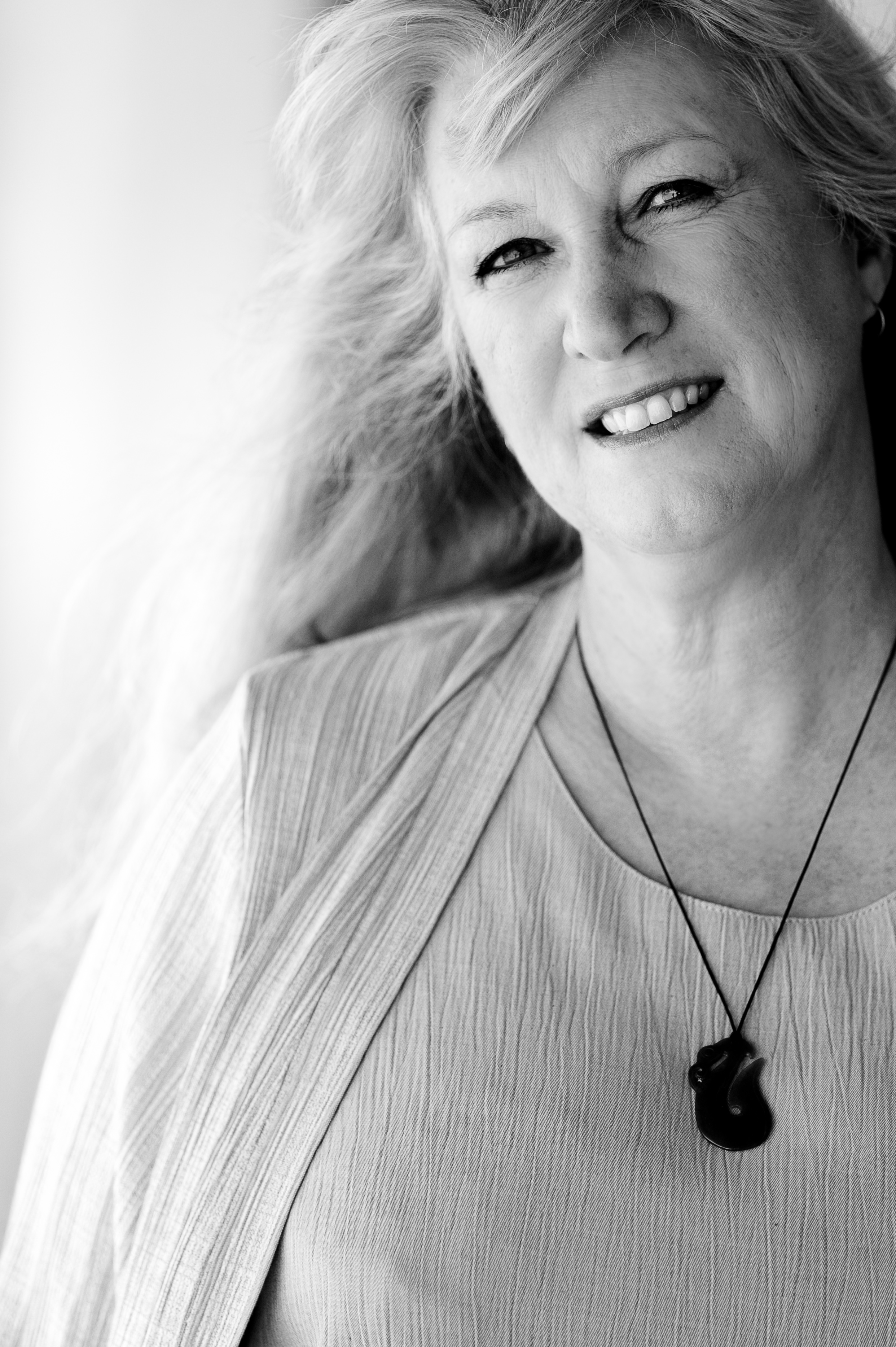
Nancy Lee Wood

Nancy Lee Wood (* 15. November 1955 in Hartford, Connecticut) ist eine US-amerikanische Schriftstellerin, die neben Science-Fiction- und Fantasyromanen auch Kriminalromane verfasst hat. Sie war von 1990 bis 2005 mit dem SF-Autor Norman Spinrad verheiratet.

## Biografie
Wood ist die Autorin von Faraday's Orphans und Looking for Mahdi, die beide 1996 bei Gollancz/Vista erschienen sind. Ihr erster Roman wurde in Rumänien verkauft. Sie ist eine häufige Besucherin britischer und europäischer Kongresse und reist viel von ihrem Wohnsitz in Paris aus.
Ihr Buch Looking for the Mahdi war 1997 in der Kategorie „Best Book“ für den Arthur C. Clarke Award sowie für den James Tiptree Jr Memorial Award nominiert. Looking for the Mahdi erreichte bei den Locus Awards 1997 den 6. Platz beim Publikumsvoting. Das Buch erschien als Übersetzung in den Sprachen Rumänisch (În căutarea lui Mahdi?), Deutsch (In Erwartung des Mahdi) und Französisch (Le gardien de l'ange). Ihr viertes Buch, Master of None, war 2005 ebenfalls für den James Tiptree Jr Memorial Award nominiert.

## Werke
- In Erwartung des Mahdi. Heyne, Looking for the Mahdi 1996
- Faraday's Orphans 1996
- Faradays Waisen. Heyne 1999, ISBN 3-453-16176-9
- Bloodrights, 1999
- Master of None, 2004
- Kingdom of Lies, 2005 (als Lee Wood)
- Redemption, 2007
- Kingdom of Silence: An Inspector Keen Dunliffe Mystery, 2009 (als Lee Wood)